# Nomada pectoralis
Nomada pectoralis là một loài Hymenoptera trong họ Apidae. Loài này được Morawitz mô tả khoa học năm 1877.